# 赫列诺沃耶农村居民点 (新乌斯曼区)
赫列诺沃耶农村居民点（俄语：Хреновское сельское поселение）是俄罗斯联邦沃罗涅日州新乌斯曼区所属的一个农村居民点。其下辖有3个居民点，行政中心为赫列诺沃耶。据2016年统计，该农村居民点的人口为2105人。